# Emerich Vogl
Emerich Vogl (12 de agosto de 1905 - 29 de outubro de 1971) foi um futebolista romeno que competiu nas Copa do Mundo FIFA de 1930 e 1934.